# Tannersville
Tannersville – wieś w Stanach Zjednoczonych, w stanie Nowy Jork, w hrabstwie Genesee.